# Plaza (Dakota del Nord)
Plaza è un centro abitato (city) degli Stati Uniti d'America, situato nella Contea di Mountrail nello Stato del Dakota del Nord. Nel censimento del 2000 la popolazione era di 167 abitanti. La città è stata fondata nel 1906.

## Geografia fisica
Secondo i rilevamenti dell'United States Census Bureau, la località di Plaza si estende su una superficie di 2,90 km², tutti occupati da terre.

## Popolazione
Secondo il censimento del 2000, a Plaza vivevano 167 persone, ed erano presenti 47 gruppi familiari. La densità di popolazione era di 57,5 ab./km². Nel territorio comunale si trovavano 115 unità edificate. Per quanto riguarda la composizione etnica degli abitanti, il 91,02% era bianco, l'8,38% era nativo e lo 0,60% proveniva dall'Asia.
Per quanto riguarda la suddivisione della popolazione in fasce d'età, il 23,4% era al di sotto dei 18, il 3,0% fra i 18 e i 24, il 27,5% fra i 25 e i 44, il 19,2% fra i 45 e i 64, mentre infine il 26,9% era al di sopra dei 65 anni di età. L'età media della popolazione era di 43 anni. Per ogni 100 donne residenti vivevano 116,9 maschi.